# Стів Мвуе
Стів Мвуе (фр. Stève Mvoué, нар. 2 лютого 2002, Яунде, Камерун) — камерунський футболіст, півзахисник бельгійського клубу «Серен» та національної збірної Камеруну.

## Ігрова кар'єра

### Клубна
Стів Мвуе є вихвоанцем камерунського клубу «Азур Стар Яунде». У 2020 році Мвуе перебрався до Європи, де приєднався до французького клубу «Тулуза». У січні 2021 року футболіст дебютував у першій команді у турнірі Кубка Франції. Граючи у команді в Лізі 2, паралельно футболіст виступав за дублюючий склад «Тулузи». 
У 2022 році «Тулуза» виграла турнір Ліги 2 і підвищилася до елітного дивізіону. Але сам Мвуе перейшов до бельгійського клубу Ліга Жупіле «Серен», з яким підписав контракт до 2024 року.

### Збірна
У 2019 році Стів Мвуе у складі юнацької збірної Камеруну (U-17) став переможцем юнацького Кубка Африки, що проходила на полях Танзанії. На турнірі футболіст зіграв чотири матчі і був визнаний кращим гравцем турніру.
9 червня 2019 року у товариському матчі проти команди Замбії Стів Мвуе дебютував у складі національної збірної Камеруну.

## Титули
Тулуза
- Переможець Ліга 2: 2021/22

Камерун (U-17)
- Переможець юнацького Кубка Африки: 2019

Індивідуальні
- Кращий гравець юнацького Кубка Африки: 2019